# Rugby Americas North
Rugby Americas North (RAN) – międzynarodowa organizacja zrzeszająca krajowe związki sportowe w rugby union z Ameryki Północnej i Karaibów, jedna z sześciu regionalnych federacji stowarzyszonych z World Rugby, odpowiedzialna za organizację rozgrywek międzynarodowych w tej części świata.
Organizacja powstała w 2001 roku jako North America and West Indies Rugby Association (NAWIRA), 8 sierpnia 2009 roku przemianowała się na North America Caribbean Rugby Association, a obecną nazwę przyjęła pod koniec roku 2016.

## Członkowie
Po przyjęciu związków rugby z Curaçao oraz Turks i Caicos w sierpniu 2011 roku liczba członków NACRA wynosiła 19, zaś w sierpniu 2019 roku jako dwudziesty został przyjęty związek z Belize.
| Państwo                      | Związek                                       |
| Pełni członkowie WR          | Pełni członkowie WR                           |
| ---------------------------- | --------------------------------------------- |
| Bahamy                       | Bahamas Rugby Football Union                  |
| Barbados                     | Barbados Rugby Football Union                 |
| Bermudy                      | Bermuda Rugby Football Union                  |
| Gujana                       | Guyana Rugby Football Union                   |
| Jamajka                      | Jamaica Rugby Football Union                  |
| Kajmany                      | Cayman Rugby Football Union                   |
| Kanada                       | Rugby Canada                                  |
| Meksyk                       | Federación Mexicana de Rugby                  |
| Saint Vincent i Grenadyny    | St. Vincent & The Grenadines Rugby Union      |
| Stany Zjednoczone            | USA Rugby                                     |
| Trynidad i Tobago            | Trinidad and Tobago Rugby Football Union      |
| Członkowie stowarzyszeni WR  |                                               |
| Brytyjskie Wyspy Dziewicze   | British Virgin Islands Rugby Union            |
| Saint Lucia                  | St. Lucia Rugby Football Union                |
| Pełni członkowie RAN         |                                               |
| Dominikana                   | Federación Dominicana de Rugby                |
| Gwadelupa                    | Comité Territorial de Rugby de Guadeloupe     |
| Martynika                    | Comité Territorial de Rugby de Martinique     |
| Saint Kitts i Nevis          | St Kitts and Nevis Rugby Association          |
| Członkowie stowarzyszeni RAN |                                               |
| Belize                       | Rugby Belize                                  |
| Curaçao                      | Curacao Rugby Federation                      |
| Turks i Caicos               | Turks and Caicos Islands Rugby Football Union |

## Organizowane rozgrywki
- RAN Championship
- RAN Sevens
- RAN Women’s Sevens
- RAN Women’s Rugby Championship